# Taurhynchus rubricornis
Taurhynchus rubricornis là một loài ruồi trong họ Asilidae. Taurhynchus rubricornis được Macquart miêu tả năm 1838. Loài này phân bố ở vùng Tân nhiệt đới.